# Encuesta Postal sobre la Ley de Matrimonio de Australia
La Encuesta Postal sobre la Ley de Matrimonio de Australia fue una encuesta nacional realizada por el Gobierno australiano y diseñada para medir el apoyo a la legalización del matrimonio entre personas del mismo sexo en Australia. La encuesta se realizó mediante el servicio postal entre el 12 de septiembre y el 7 de noviembre de 2017. A diferencia de la votación en las elecciones y referéndums, que es obligatorio en Australia, responder a la encuesta fue voluntario.
Los resultados de la encuesta se publicaron el 15 de noviembre de 2017. La encuesta arrojó 7 817 247 (61,6%) respuestas "Sí" y 4 873 987 (38,4%) respuestas "No". Otras 36 686 (0,3%) respuestas no fueron claras y la participación total fue de 12 727 920 personas (79,5%).
La Oficina Australiana de Estadística (Australian Bureau of Statistics, ABS) envió por correo un formulario de encuesta, instrucciones y un sobre con franqueo pagado a cada persona en el censo electoral federal, con la pregunta "¿Debería cambiarse la ley para permitir que las parejas del mismo sexo se casen?". La Oficina Australiana de Estadística estableció procesos para garantizar que los australianos elegibles que no tuvieran acceso al correo pudieran participar.
Antes de la encuesta, el gobierno de la Coalición Liberal-Nacional se comprometió a facilitar un proyecto de ley de iniciativa parlamentaria para legalizar el matrimonio entre personas del mismo sexo en el Parlamento en caso de un resultado "Sí". Si la encuesta hubiera dado un resultado mayoritario "No", el gobierno dijo que no permitiría un debate parlamentario o una votación sobre la legalización del matrimonio entre personas del mismo sexo.
La Ley de Enmienda del Matrimonio (Definición y Libertades Religiosas) de 2017, que legalizó el matrimonio entre personas del mismo sexo, fue debatida y aprobada por el Parlamento tras la publicación de los resultados de la encuesta. El gobierno de la Coalición permitió a sus parlamentarios un voto de conciencia sobre la legislación. El Partido Laborista Australiano, opositor al gobierno de la Coalición, apoyó la legislación, pero excepcionalmente, también concedió a sus parlamentarios un voto de conciencia.
Muchos defensores del matrimonio entre personas del mismo sexo criticaron la encuesta postal, considerándola una costosa táctica dilatoria y un obstáculo innecesario para un voto de conciencia sobre el matrimonio entre personas del mismo sexo en el Parlamento. La encuesta fue objeto de dos recursos legales que cuestionaban la autoridad de la ABS para realizarla y el derecho del gobierno a financiar el costo de la encuesta con fondos designados por ley para circunstancias "urgentes" e "imprevistas". Ambos recursos legales fracasaron y el Tribunal Supremo de Australia determinó que la encuesta era legal.

## Antecedentes

### Historia
En Australia, el matrimonio es competencia constitucional del parlamento federal. Su definición legal original fue establecida por el derecho anglosajón como "la unión de un hombre y una mujer con exclusión de todos los demás, contraída voluntariamente de por vida". Esta definición fue codificada por la Ley de Enmienda del Matrimonio de 2004, que la insertó textualmente en la Ley de Matrimonio de 1961.
En el momento de la encuesta, las uniones entre personas del mismo sexo en Australia se consideraban «uniones de facto» según la ley federal. Estas uniones proporcionan a las parejas la mayoría de los derechos legales del matrimonio, pero no todos, aunque esos derechos pueden ser difíciles de hacer valer y no siempre se reconocen en la práctica. Aparte de los aspectos legales, las uniones de facto no tienen el mismo significado simbólico que el matrimonio. Antes de las elecciones federales de julio de 2016, el gobierno de la Coalición liderado por Malcolm Turnbull prometió celebrar una votación nacional sobre el matrimonio entre personas del mismo sexo en forma de un plebiscito de asistencia obligatoria. La oposición a esta idea se centró en la crítica de que se trataba de una táctica dilatoria costosa y de que era un deber del parlamento, en lugar de un asunto relacionado con la Constitución australiana.
Aunque la Coalición ganó 76 de los 150 escaños de la Cámara de Representantes en las elecciones de 2016 y logró formar un gobierno mayoritario por un escaño, no logró aprobar la legislación necesaria para un referéndum/plebiscito (de asistencia obligatoria). La legislación fue aprobada por la Cámara de Representantes el 20 de octubre de 2016 por una votación de 76 a 67, pero fue rechazada por el Senado el 7 de noviembre de 2016 por una votación de 33 a 29. La idea de un plebiscito postal fue propuesta originalmente por el diputado liberal Warren Entsch y luego respaldada por los ministros del gobierno Peter Dutton y Mathias Cormann. Dutton señaló que el voto postal no necesitaría una legislación para funcionar. A mediados de julio, un miembro del personal del Fiscal General George Brandis propuso la idea de una encuesta como una forma alternativa de cumplir con el compromiso del gobierno. En agosto de 2017, tras un intento de cinco parlamentarios del Partido Liberal de cambiar la política del partido y conseguir una votación libre en el parlamento sobre la legislación sobre el matrimonio entre personas del mismo sexo, el gobierno anunció que promovería una encuesta voluntaria por correo que se llevaría a cabo más adelante ese año. Afirmó que la votación por correo solo se llevaría a cabo en caso de que el Senado rechazara nuevamente la legislación del referéndum/plebiscito (obligatorio) del gobierno. Eso ocurrió el 9 de agosto de 2017, cuando una moción iniciada por el gobierno en el Senado para debatir el Proyecto de Ley de Plebiscito (Matrimonio entre Personas del Mismo Sexo) de 2016 quedó empatada a 31-31, lo que resultó en que la moción fuera rechazada.
Tras el resultado en el Senado, el gobierno ordenó al Estadístico Australiano (director de la Oficina Australiana de Estadística) que comenzara el proceso de encuesta sobre las opiniones sobre el matrimonio entre personas del mismo sexo de todos los australianos inscritos en el censo electoral. El gobierno afirmó que esta propuesta no requería la aprobación legislativa del parlamento, argumentando que las disposiciones de la Ley de Asignaciones Presupuestarias y la ley que rige la Oficina Australiana de Estadística (ABS) le permitían utilizar la ABS para tal fin. El gobierno argumentó que esto era similar al proceso por el cual «God Save the Queen» fue reemplazado por «Advance Australia Fair» como himno nacional australiano. El gobierno anunció que la ABS recibiría asistencia mediante personal adscrito de la Comisión Electoral Australiana (Australian Electoral Commission, AEC), la organización responsable de las elecciones en Australia y de la gestión del censo electoral. Se preveía que el coste de la encuesta para el contribuyente australiano sería de 122 millones de dólares, sin embargo, el importe total gastado terminó siendo de 80,5 millones de dólares. Este gasto, así como la idea de que el debate activaría a los extremistas ideológicos y de que no se aplicarían las normas electorales normales, fueron criticados en el Parlamento. Para el 7 de septiembre, fecha en que se escucharon las impugnaciones del Tribunal Supremo contra la encuesta, la ABS ya había gastado un total de 14,1 millones de dólares en la encuesta postal: 8 millones en publicidad para la encuesta, 5,3 millones en costes de impresión y 600 000 en personal.
La AEC informó que el 10 de agosto se completaron alrededor de 68 000 transacciones de inscripción, en comparación con un promedio de 4000 por día. En el período del 8 al 14 de agosto, más de 16 000 personas se habían inscrito y más de 200 000 habían actualizado sus datos. Para el 20 de agosto, más de 36 000 se habían inscrito y más de 434 000 habían actualizado sus datos de inscripción. Para el 22 de agosto, más de 54 000 se habían inscrito. Para el 25 de agosto, la lista alcanzó un máximo histórico con más de 16 millones de australianos inscritos (se habían inscrito otras 90 000 personas y aún quedaban por procesar otras 165 000 solicitudes). 65 000 de estos nuevos votantes tienen entre 18 y 24 años. Con 933 592 solicitudes de inscripción completadas por la AEC al final del procesamiento, más de 98 000 personas se agregaron al censo, y el número total de australianos elegibles para participar en la encuesta fue de 16 005 998. Sin embargo, después de que se publicaron los resultados de la encuesta, la ABS reveló que, de hecho, se enviaron por correo 16 006 180 encuestas a australianos elegibles.
El Comité de Referencias de Finanzas y Administración Pública del Senado abrió una Investigación Pública sobre los acuerdos en torno a la encuesta postal el 14 de agosto, con una presentación y pruebas presentadas por la ABS en las audiencias del 17 de agosto. El 7 y el 15 de septiembre de 2017 se celebraron otras audiencias en las que participaron la ABS, la AEC, Australia Post, el Departamento de Finanzas y el Departamento de Servicios Humanos. El comité emitió el informe final el 13 de febrero de 2018. El informe recomendó que el proceso de encuesta no se volviera a utilizar para cuestiones de derechos humanos, alentó al gobierno a seguir financiando organizaciones de salud mental y LGBTIQ para mitigar el impacto de la encuesta postal, y recomendó que la Comisión Electoral Australiana aumentara sus esfuerzos de registro y educación de votantes en comunidades remotas y trabajara con los principales organismos indígenas para lograr una mayor participación.

### Fechas clave
Las fechas clave relacionadas con la encuesta fueron:
- 24 de agosto de 2017: último día para que los ciudadanos actualizaran o añadieran su nombre y datos al censo electoral para recibir un formulario de encuesta.
- 12 de septiembre de 2017: los formularios de encuesta comenzaron a enviarse por correo a todos los votantes australianos durante un período de dos semanas.
- 25 de septiembre de 2017: fecha en la que se esperaba que llegaran todos los formularios de encuesta y los australianos que cumplían los requisitos pudieran empezar a pedir materiales de reemplazo (para los sobres perdidos o dañados). Se abrieron las opciones sin papel (formulario en línea y opción de encuesta telefónica por respuesta de voz interactiva).
- 20 de octubre de 2017 (18:00, hora local): Se cerraron las solicitudes de material de reemplazo.
- 27 de octubre de 2017: se animó encarecidamente a todos los australianos que cumplían los requisitos a que devolvieran su formulario.
- 7 de noviembre de 2017 (18:00, hora local): No se procesaron las respuestas recibidas después de esta fecha.
- 15 de noviembre de 2017 (10:00, hora estándar del este de Australia): Se publicaron las estadísticas y el informe de calidad e integridad.

Los resultados de la encuesta (incluidas las tasas de participación) se publicaron a nivel nacional, a nivel estatal y territorial y a nivel de electorado (distrito).

## Desafíos legales
Se presentaron dos recursos legales para impugnar la legalidad de la encuesta ante el Tribunal Supremo de Australia, ambos por motivos de financiación ilegal con fondos especificados legalmente y de funcionamiento ilegal por parte de la ABS. El primero fue presentado por las defensoras del matrimonio entre personas del mismo sexo Shelley Argent (portavoz nacional de Parents and Friends of Lesbians and Gays) y Felicity Marlowe (miembro de Rainbow Families), junto con el diputado independiente Andrew Wilkie. Anunciaron que impugnarían la encuesta postal ante el Tribunal Supremo el 9 de agosto de 2017 y solicitarían una orden judicial temporal. El segundo recurso fue presentado por Australian Marriage Equality y la senadora Janet Rice (Verdes Australianos).
Un joven de 17 años presentó una queja adicional ante la Comisión Australiana de Derechos Humanos en agosto de 2017, sobre la base de que las normas no permitían a los australianos de 16 y 17 años inscritos provisionalmente el derecho a participar en la encuesta. La denuncia podría haber dado lugar a un proceso judicial federal para defender el derecho a votar de unos 50 000 australianos de entre 16 y 17 años inscritos en el censo electoral, pero el chico retiró su denuncia el 22 de septiembre, después de que el Parlamento rechazara a principios de mes una enmienda de los Verdes a la Ley de Encuesta sobre la Ley del Matrimonio (Garantías Adicionales) de 2017. El abogado del chico advirtió de que la enmienda rechazada haría que la denuncia por discriminación por edad fuera mucho más difícil de defender, porque el parlamento había considerado y rechazado ampliar el derecho a voto a los jóvenes de 16 y 17 años inscritos.

### Sentencia del Tribunal Supremo
El Tribunal Supremo dictó sus órdenes en ambos casos el 7 de septiembre de 2017. El tribunal determinó que la encuesta era legal, lo que le permitió seguir adelante según lo previsto. Se ordenó a los impugnadores pagar las costas. El Tribunal Supremo dictó sus motivos unánimes el 28 de septiembre de 2017, y concluyó que el Parlamento había asignado 295 millones de dólares, que el ministro debía comprobar si el gasto era imprevisto y que no había ningún error de derecho ni en su razonamiento ni en su conclusión. La información que debía recopilarse era "información estadística" sobre cuestiones prescritas en el Reglamento del Censo y las Estadísticas de 2016. Como el Tribunal había examinado y rechazado los fundamentos de la solicitud, no era necesario decidir si los demandantes tenían legitimación para presentar demandas.

## Proceso de encuesta

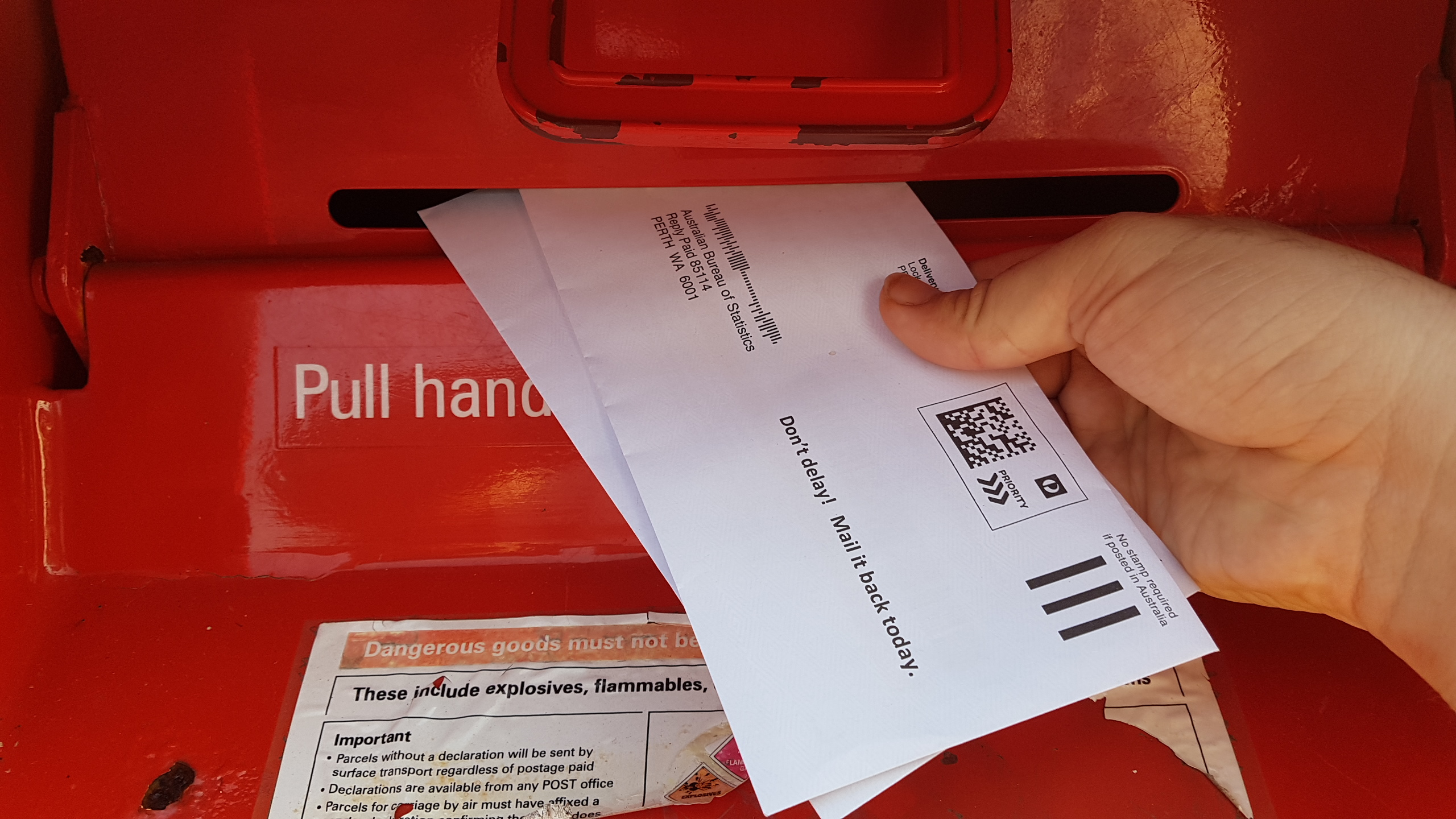
Votante depositando su encuesta en un buzón de Australia Post.

La encuesta se realizó de forma voluntaria, sin que el australiano elegible estuviera obligado a enviar de regreso el formulario de la encuesta por correo. Esto generó preocupaciones sobre una tasa de participación/respuesta de votantes potencialmente baja y la posibilidad de que los australianos indígenas en comunidades remotas no pudieran completar la encuesta. Se había expresado preocupación respecto de: los electores cuyas direcciones no eran visibles en el censo electoral (conocidos como «electores silenciosos»), privación de derechos en comunidades remotas, australianos en el extranjero, prisioneros, personas que no hablan inglés, y jóvenes. Las primeras críticas también se dirigieron a cuestiones de privacidad, citando los problemas ocurridos en el censo australiano de 2016. La ABS informó que las respuestas a la encuesta serían anónimas y estarían protegidas bajo las disposiciones de secreto de la Ley de Estadísticas y Censos de 1905. Antes de que comenzara la encuesta, el ex Comisionado de Privacidad Malcolm Crompton revisó de forma independiente los enfoques y mitigaciones de privacidad de la ABS y anunció que estaba adecuadamente satisfecho. La ABS también trabajó para abordar inquietudes con estrategias especiales como opciones sin papel (telefonía y formularios en línea) y puntos de entrega y recogida de formularios en ubicaciones remotas y de la ciudad capital. Además, la oficina señaló que los australianos también podrían autorizar a una "persona de confianza" a completar la encuesta en su nombre. Si bien cualquier persona podría ser designada "persona de confianza", el ministro Principal del Territorio de la Capital Australiana, Andrew Barr, se ofreció a desempeñar el papel de cualquier ciudadano. Se establecieron auditores y un proceso de observadores externos para garantizar la integridad del proceso, aunque los observadores están sujetos a un acuerdo de confidencialidad de por vida. ABS publicó un informe de calidad e integridad junto con la publicación de los resultados de la encuesta. Durante el período de la encuesta, ABS se puso en contacto con los vendedores en línea para pedirles que eliminaran los anuncios de personas que ofrecían vender su encuesta o respuesta postal. La ABS advirtió que tal acción probablemente constituiría un delito según la Ley de Censo y Estadísticas de 1905, el Código Penal de la Commonwealth y la legislación de salvaguardias de encuestas aprobada por el Parlamento. La Agencia de Transformación Digital ayudó a ABS con las opciones sin papel para la encuesta, aunque debido al corto plazo de la encuesta, el personal expresó de forma anónima su preocupación de que los procesos normales no se habían completado, como suficientes pruebas de usuario. AWS participó en un proceso de licitación para ayudar con las medidas de seguridad para la encuesta en línea. Se creó una línea telefónica de información que recibió 206 828 llamadas entre el 14 de agosto de 2017 y el 7 de noviembre de 2017.
A diferencia de las elecciones o los referéndums, no existían regulaciones especiales automáticas relacionadas con los requisitos de publicidad o el contenido prohibido para la encuesta, como las que se encuentran en la Ley Electoral. En consecuencia, el Gobierno y la oposición entablaron negociaciones para introducir legislación diseñada para replicar este tipo de regulaciones, así como crear medidas para prevenir la difamación, la intimidación o las amenazas de causar daño por motivos de orientación sexual, identidad de género, condición intersexual o las convicciones religiosas de alguien durante el período de la encuesta. El 13 de septiembre, el Gobierno presentó a estos efectos en el Senado el proyecto de Ley de Encuesta sobre el Matrimonio (Salvaguardias Adicionales) de 2017. El proyecto de ley fue aprobado por el Senado, después de que fuera rechazada una enmienda presentada por el líder de los Verdes, Richard Di Natale, para permitir a los jóvenes de 16 y 17 años el derecho a participar en la encuesta. El proyecto de ley pasó inmediatamente a la Cámara de Representantes y fue aprobado por ella. El proyecto de ley recibió la aprobación real el 13 de septiembre y entró en vigor al día siguiente. Las disposiciones de la ley expiraron automáticamente el 15 de noviembre de 2017. Ni la campaña del "Sí" ni del "No" recibió financiación pública en la encuesta, como estaba previsto para un plebiscito de asistencia obligatoria. El primer ministro, Malcolm Turnbull, también descartó la prohibición de donaciones extranjeras para la encuesta.
A todos los australianos cuyos nombres figuran en el censo electoral o que habían solicitado ser incluidos en el censo antes del 24 de agosto de 2017 se les envió por correo un formulario de encuesta y los australianos inscritos que vivían en el extranjero, junto con aquellos en determinadas categorías especiales, tenían derecho a completar una encuesta utilizando métodos electrónicos. La AEC hizo una declaración de que a los jóvenes de 16 y 17 años inscritos provisionalmente no se les enviaría un formulario de encuesta y posteriormente el Gobierno emitió una directiva modificada al Estadístico Australiano dejando esto claro. Esta dirección fue objeto de una denuncia ante la Comisión de Derechos Humanos por parte de un joven de 17 años, que luego fue retirada.
Se enviaron más de 16 millones de cartas desde el 12 de septiembre durante casi dos semanas (todas entregadas antes del 25 de septiembre) y la AEC envió paquetes de electores silenciosos que se entregaron a finales de septiembre. Después de que varios encuestados que respondieron "Sí" publicaron imágenes de sus formularios completos en las redes sociales, ABS advirtió a los participantes que no fotografiaran los códigos de barras de sus formularios para evitar cualquier conducta fraudulenta. Además, los formularios de la encuesta podrían invalidarse en caso de que el participante reformule la pregunta o que el código de barras se oscurezca o se elimine. La ABS emitió varios ejemplos de lo que constituía una respuesta válida e inválida (como marcar ambas casillas "Sí" y "No" o tachar una de las palabras del formulario). La ABS aconsejó a los australianos que recibieron formularios de encuesta adicionales, dirigidos al ocupante anterior que no actualizó sus datos electorales, que escribieran en el frente del sobre "devolver al remitente" y lo enviaran de vuelta. En Australia, es ilegal abrir correo dirigido a otra persona. En el raro caso de que se recibieran múltiples respuestas de un individuo, la ABS señaló que solo se podía contar con la última respuesta válida. El 25 de septiembre, la ABS confirmó que todos los formularios de la encuesta se habían enviado por correo a los votantes elegibles y describió el proceso para enviar formularios adicionales a las personas que no recibieron, perdieron o estropearon su formulario. La ABS también confirmó que un cambio de opinión no era una razón válida para solicitar un nuevo formulario. Tanto la campaña del "Sí" como la del "No" proporcionaron 60 observadores al proceso de recuento de ABS, que examinaron 606 991 resultados de la encuesta. Durante la encuesta, se informaron a la ABS menos de 500 formularios de encuesta con problemas.

### Estimación semanal de respuestas
El 28 de septiembre, ABS anunció que publicaría estimaciones nacionales semanales del número total de respuestas a la encuesta recibidas, a partir del 3 de octubre de 2017 y hasta el 7 de noviembre. El principal insumo de las tres primeras estimaciones semanales, publicadas únicamente a nivel nacional, fue la evaluación realizada por Australia Post del número de contenedores de sobres clasificados en lugar del recuento de formularios individuales. Se realizaron ajustes en función de factores como las respuestas recibidas a través de otros canales y una asignación para formularios dañados o no válidos. A partir de la cuarta estimación, publicada el 24 de octubre de 2017, la ABS cambió el método de estimación para utilizar el recuento de formularios procesados. Esto llevó a un aumento en la participación estimada al 74,5% de la población, un 7,0% más que la semana anterior, a pesar de que solo se recibieron 300 000 nuevas respuestas, o el 1,9% del total, durante ese período.
| Semana        | Respuestas estimadas | Tasa de respuesta estimada |
| ------------- | -------------------- | -------------------------- |
| 3 de octubre  | 9 200 000            | 57.5%                      |
| 10 de octubre | 10 000 000           | 62.5%                      |
| 17 de octubre | 10 800 000           | 67.5%                      |
| 24 de octubre | 11 900 000           | 74.5%                      |
| 31 de octubre | 12 300 000           | 77.0%                      |
| 7 de octubre  | 12 600 000           | 78.5%                      |

## Pregunta

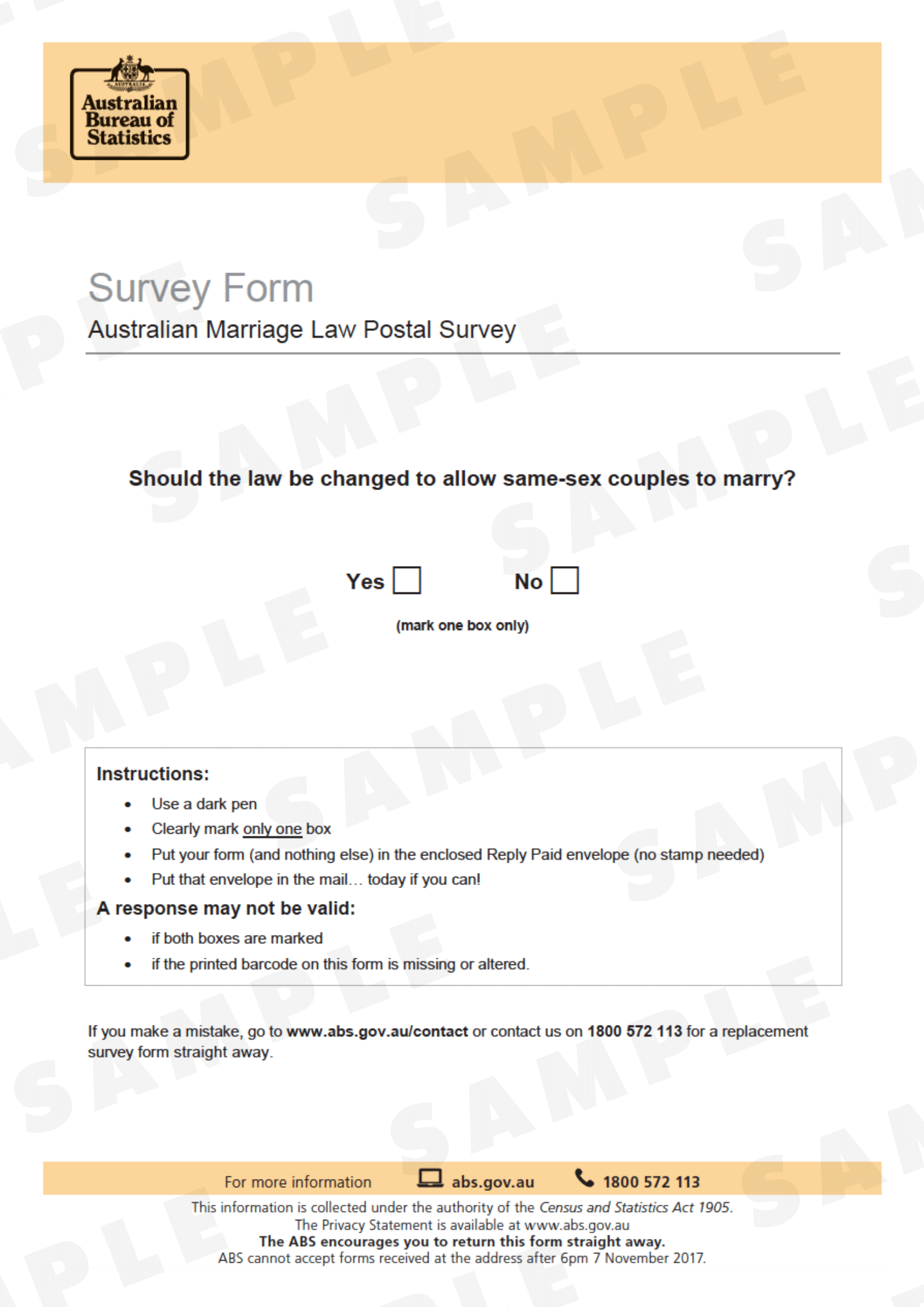
Facsímil de la papeleta utilizada en la encuesta.

El formulario de la encuesta preguntaba a los ciudadanos: "¿Debería cambiarse la ley para permitir que las parejas del mismo sexo se casen?". La encuesta ofreció dos respuestas de una sola palabra: "sí" o "no".

## Legislación propuesta
El gobierno no publicó un proyecto de ley que legalizaría el matrimonio entre personas del mismo sexo antes de la encuesta, lo que generó incertidumbre sobre qué forma adoptaría la legislación en caso de un triunfo del "Sí". La redacción de un borrador de exposición de un proyecto de ley sobre matrimonio entre personas del mismo sexo de principios de 2017, publicado por la oficina del Fiscal General, proponía modificar la definición de "matrimonio" y reemplazar los términos "hombre" y "mujer" con la frase neutral en cuanto al género, mencionando simplemente "dos personas". La redacción propuesta de "dos personas" difería de la redacción de la pregunta de la encuesta, que se refería explícitamente a "parejas del mismo sexo".
El senador liberal Dean Smith, que redactó un proyecto de ley sobre el matrimonio entre personas del mismo sexo en agosto de 2017, argumentó que su proyecto de ley lograba un "equilibrio justo" en la protección de los derechos de las parejas del mismo sexo y las libertades religiosas de los celebrantes. El proyecto de ley permite que los celebrantes civiles actuales se conviertan en celebrantes religiosos y se nieguen a celebrar matrimonios entre personas del mismo sexo, e incorpora partes de la Ley de Discriminación Sexual para permitir que las organizaciones religiosas rechacen sus servicios para los matrimonios entre personas del mismo sexo. El proyecto de ley de Smith fue respaldado formalmente por el grupo parlamentario del Partido Laborista el 17 de octubre de 2017. Sin embargo, los parlamentarios conservadores del gobierno respondieron sugiriendo que podrían ser necesarias hasta 100 enmiendas al proyecto de ley si se aprobaba el voto "Sí".
El 13 de noviembre, el senador liberal James Paterson, un conservador partidario del matrimonio entre personas del mismo sexo, presentó un proyecto de ley rival. El proyecto de ley contenía varias protecciones que permitían el rechazo de bodas entre personas del mismo sexo por parte de cualquier persona que tuviera una "creencia religiosa o de conciencia" contra el matrimonio entre personas del mismo sexo, incluidos los proveedores de servicios privados como floristas y panaderos. El primer ministro Turnbull reaccionó negativamente al proyecto de ley de Paterson, diciendo que el gobierno "no toleraría" el apoyo a un proyecto de ley que discriminaba las bodas entre personas del mismo sexo y que el proyecto de ley "prácticamente no tendría ninguna posibilidad de ser aprobado por el Parlamento". El senador Paterson lo abandonó pocas horas después de que se publicara el triunfo del "Sí" en la encuesta.

## Apoyos políticos

### Posiciones partidistas en una votación parlamentaria
Cada uno de los partidos políticos representados en el Parlamento australiano mantuvo posiciones formalizadas sobre el matrimonio entre personas del mismo sexo y sobre los méritos de la encuesta. El Partido Laborista Australiano apoyó formalmente la legalización del matrimonio entre personas del mismo sexo, aunque ofreció a sus parlamentarios un voto de conciencia sobre la legislación sobre el matrimonio entre personas del mismo sexo hasta 2019. Sin embargo, el Partido Liberal se comprometió a celebrar una votación nacional de algún tipo antes de cualquier cambio en la ley, si bien el partido no tenía una posición oficial sobre la pregunta de la encuesta, por lo que los parlamentarios (incluidos los miembros del gabinete) tenían libertad para hacer campaña por cualquiera de los lados. Todos los políticos tenían derecho a utilizar sus presupuestos de impresión y comunicaciones electorales en la campaña.
| Posición                                               | Partidos políticos | Partidos políticos    | Ref     |
| ------------------------------------------------------ | ------------------ | --------------------- | ------- |
| Sí                                                     |                    | Laborista*            | [ 112 ] |
| Sí                                                     |                    | Verdes                | [ 113 ] |
| Sí                                                     |                    | Equipo Xenophon       | [ 114 ] |
| Sí                                                     |                    | Liberal Demócratas    | [ 115 ] |
| Sí                                                     |                    | Justicia de Hinch     | [ 116 ] |
| No                                                     |                    | Nacional              | [ 109 ] |
| No                                                     |                    | Conservadores         | [ 117 ] |
| No                                                     |                    | Australiano de Katter | [ 118 ] |
| Sujeto al voto público                                 |                    | Liberal               | [ 109 ] |
| Sujeto al voto público                                 |                    | Una Nación*           | [ 119 ] |
| Sujeto al voto público                                 |                    | Red Lambie            | [ 120 ] |
| *Voto de conciencia permitido para sus parlamentarios. |                    |                       |         |

### Campaña del "Sí"
La campaña para apoyar la votación a favor del matrimonio entre personas del mismo sexo en la encuesta recibió el apoyo de los Laboristas, la campaña Liberales por el Sí y cuatro partidos políticos menores representados en el parlamento federal, y de destacados grupos de presión, incluidos Australian Marriage Equality y GetUp!.

### Campaña del "No"
La campaña que abogaba por votar contra la modificación de las leyes matrimoniales en la encuesta fue apoyada por los Nacionales y tres partidos menores representados en el parlamento federal. Varios grupos opuestos al matrimonio entre personas del mismo sexo, incluido el Australian Christian Lobby y Marriage Alliance, formaron la Coalición por el Matrimonio para coordinar la campaña por el "No".

### Neutral
El Partido Liberal de Australia no manifestó ninguna posición oficial en la encuesta.

## Campaña

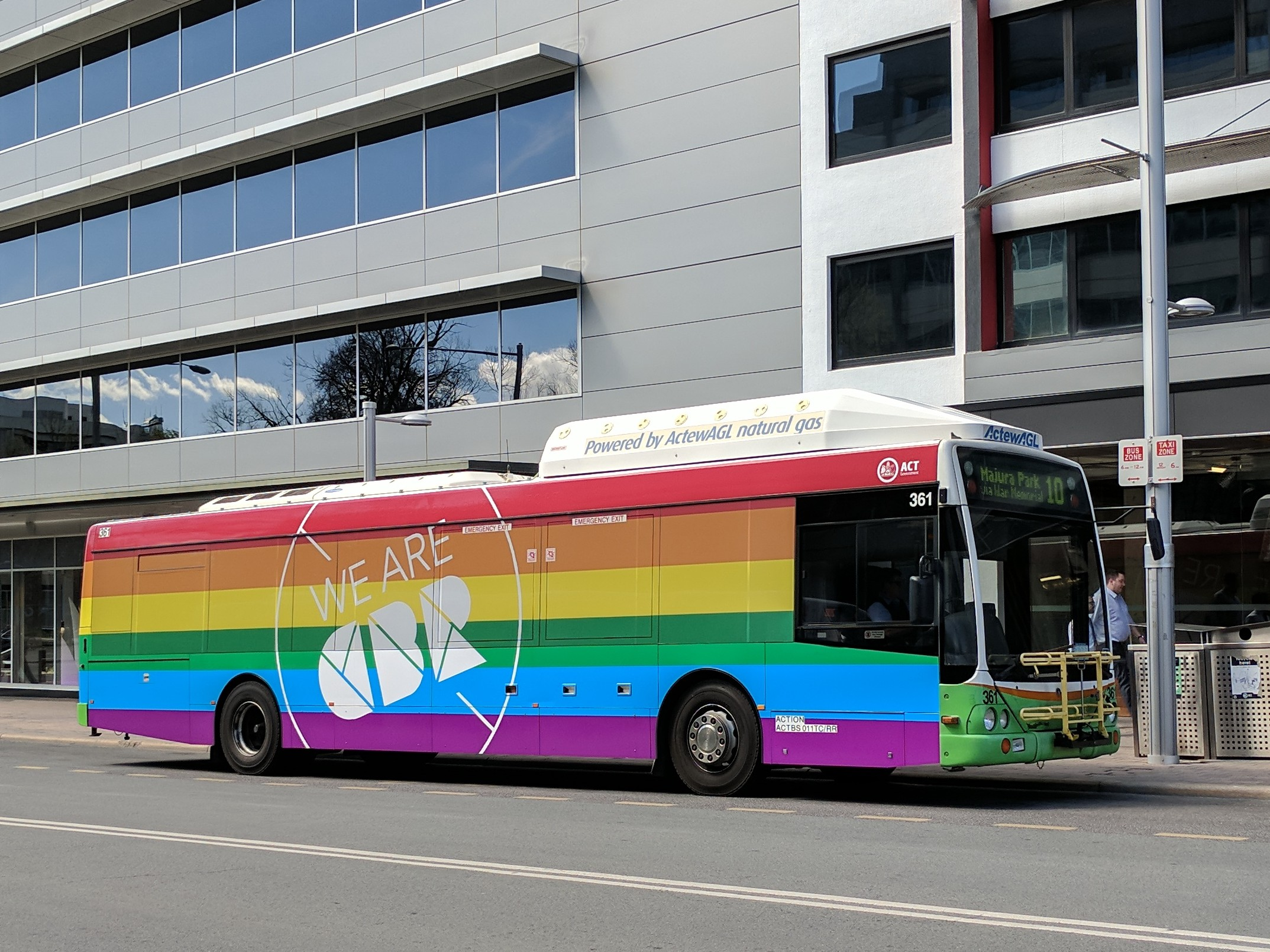
Un autobús de Canberra envuelto en arcoíris como apoyo del gobierno del Territorio de la Capital Australiana a la comunidad LGBTIQ de la ciudad durante el período de la encuesta.

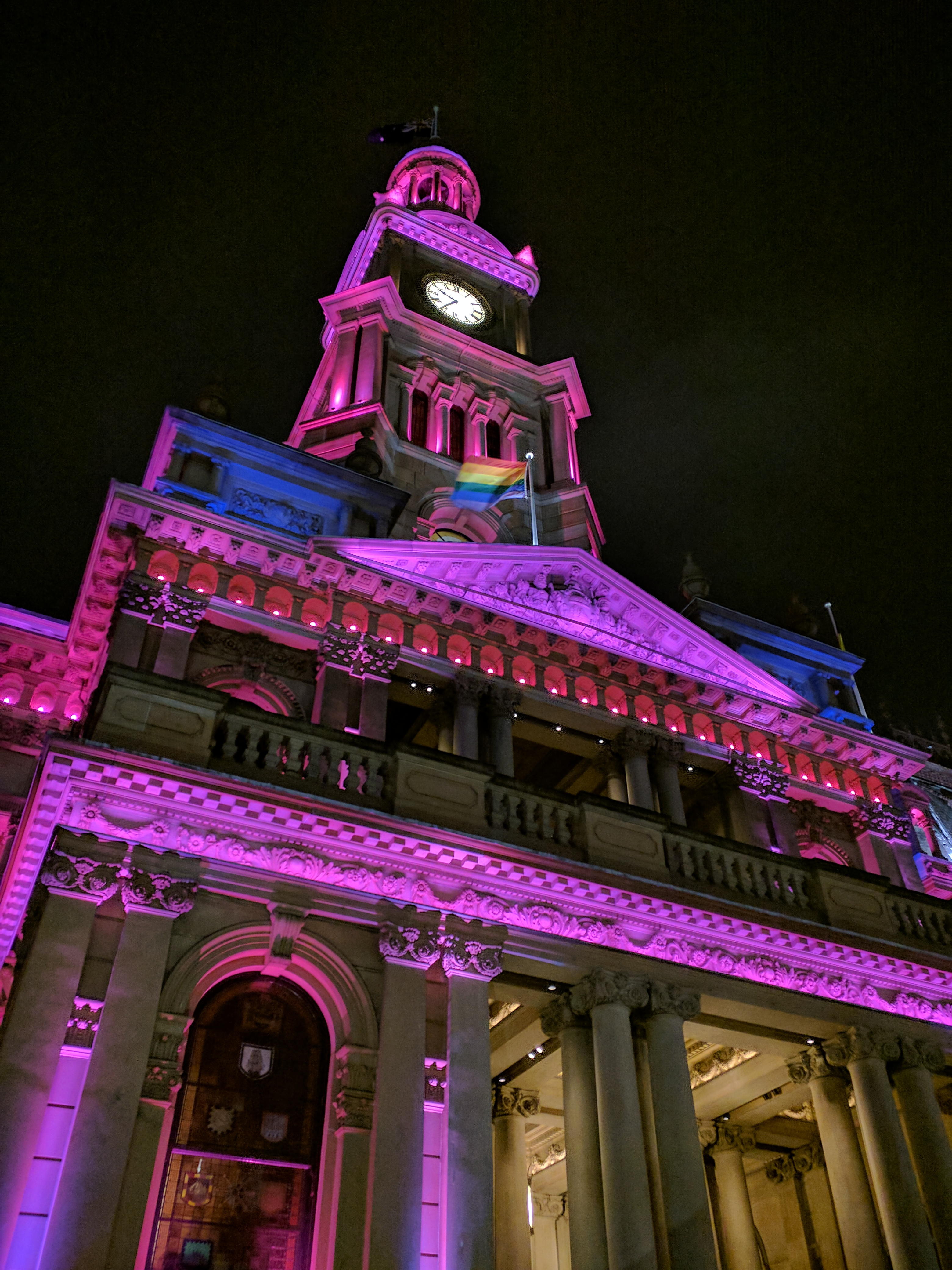
Ayuntamiento de Sídney iluminado con los colores del arcoíris y enarbolando una bandera LGBT en apoyo a la opción "Sí".

### Apoyos por territorio y gobiernos locales
El Gobierno del Territorio de la Capital Australiana (ACT) y varios gobiernos locales, como la ciudad de Sídney, adoptaron posiciones oficiales de apoyo a la campaña del "Sí". Se advirtió a los servidores públicos del ACT que no hicieran campaña en la encuesta mientras vestían uniforme oficial. La medida de ofrecer apoyo oficial fue criticada por la oposición del Partido Liberal en el ACT, y críticas similares llevaron a la ciudad de Darebin a dar marcha atrás en sus planes de restringir el uso de las instalaciones del consejo a los partidarios del "No".

### Debate sobre la libertad de culto
Varias figuras e instituciones que apoyaban el voto "No" plantearon la cuestión de la libertad de culto durante el período de la encuesta. El ex primer ministro John Howard rechazó las garantías del primer ministro Malcolm Turnbull y solicitó que el gobierno detallara explícitamente las disposiciones propuestas sobre libertad religiosa que podrían incluirse en la legislación sobre el matrimonio entre personas del mismo sexo. Asimismo, varios líderes de la Iglesia católica plantearon preocupaciones sobre la libertad de culto, citando el caso de un arzobispo de Tasmania, a quien se pidió que compareciera ante una comisión contra la discriminación después de haber difundido material que apoyaba una visión cristiana del matrimonio. La veracidad de las preocupaciones sobre la libertad religiosa fue fuertemente cuestionada en la comunidad. Algunos grupos, como la Comisión Nacional de Educación Católica, dijeron que no estaban seguros de si las escuelas católicas podrían continuar enseñando la visión católica del matrimonio en caso de que se legalizara el matrimonio entre personas del mismo sexo; sin embargo, las académicas Marion Maddox y Carol Johnson cuestionaron esto argumentando que las organizaciones religiosas seguirían teniendo acceso a exenciones de las leyes contra la discriminación y, en consecuencia, seguiría siendo libre de rechazar el matrimonio entre personas del mismo sexo si finalmente se introdujera. Las divisiones se extendieron al gobernante Partido Liberal, cuyo presidente rechazó las afirmaciones de que la libertad de culto podría estar amenazada, en directa contradicción con el vicepresidente del partido, quien dijo que el matrimonio entre personas del mismo sexo tendría consecuencias para la libertad de expresión, religión y asociación.
Tanto el primer ministro Turnbull como Bill Shorten, líder de la oposición, hablaron a favor de la protección de la libertad religiosa, y Turnbull afirmó que era un "creyente aún más fuerte" en la libertad de culto que en el matrimonio entre personas del mismo sexo. Shorten dijo que el Partido Laborista "se asegurará de que las preocupaciones sobre la libertad religiosa sean abordadas, tratadas y tratadas con respeto". La perspectiva de que se agreguen exenciones adicionales de libertad religiosa a la ley antidiscriminación australiana existente preocupó a algunos defensores del "Sí", que temían que tales disposiciones pudieran permitir a los proveedores de servicios discriminar por cualquier motivo, no solo limitado al sexo de las parejas. Tiernan Brady describió la campaña por exenciones de libertad religiosa como "un intento flagrante de desmantelar las leyes antidiscriminatorias existentes que benefician a todos en Australia, no sólo a las personas LGBTI".
En respuesta a una pregunta de Newspoll sobre el tema; "¿Cree que el parlamento debería ofrecer garantías jurídicas para la libertad de conciencia, creencias y religión si legisla sobre el matrimonio entre personas del mismo sexo?", el 62% respondió que sí, el 18% respondió que no y el 20% dijo que no estaban comprometidos con ninguna de las dos opciones. Una encuesta realizada posteriormente por Galaxy encontró que el 78% de los encuestados dijo "Sí" en respuesta a la pregunta; "Si la mayoría vota 'sí' en la encuesta postal, ¿las parejas del mismo sexo deberían recibir el mismo trato ante la ley que otras parejas?".
En noviembre de 2017 se anunció una investigación sobre las libertades religiosas, encabezada por Philip Ruddock. Esto se ha interpretado como una forma de permitir la rápida aprobación del proyecto de ley de Dean Smith y posponer las discusiones sobre la libertad religiosa. Completó un informe el 18 de mayo de 2018, que no se hizo público hasta el 13 de diciembre de 2018, aunque las recomendaciones se filtraron a Fairfax Media en octubre de 2018. El gobierno respondió proponiendo una ley de discriminación religiosa.

### Publicidad y medios

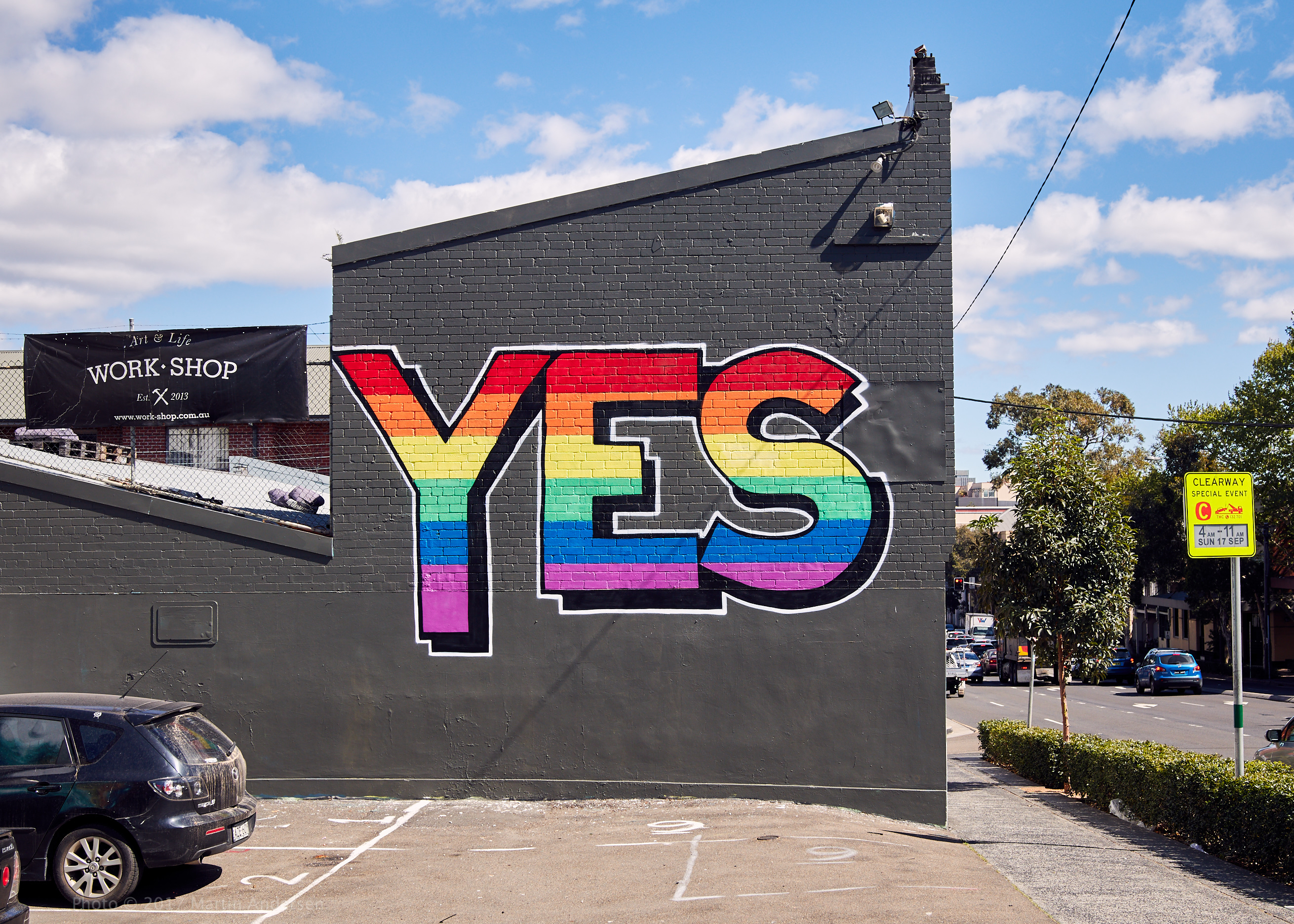
La pared de una tienda en Redfern (Nueva Gales del Sur) con el palabra "Sí" pintada con los colores de la bandera LGBT, diseñado para demostrar el apoyo a la encuesta.

La publicidad de ambas partes fue extensa durante gran parte del período de la encuesta. El primer anuncio televisivo de la campaña del "No", revelado poco después de que comenzara el periodo de propaganda, presentaba a tres mujeres y se centraba en el programa educativo Escuelas Seguras (en inglés: Safe Schools). La campaña del "Sí" rápidamente transmitió una refutación de la doctora Kerryn Phelps. Un partidario del "No" financió el mensaje escrito en el cielo "Vota No" sobre Sídney en septiembre, que fue defendido por Turnbull como una manifestación de la libertad de expresión. En Melbourne, un gigantesco "NO" se escribió en el cielo en respuesta a la encuesta.
Los anuncios posteriores de la campaña del "Sí" se centraron en gran medida en un esfuerzo concertado para movilizar a los votantes y presentaron figuras de alto perfil como Ian Thorpe y otros que publicaron sus encuestas, así como un anuncio temático proyectado durante el final del popular programa de televisión The Bachelor. La campaña del "Sí" también fue responsable de un mensaje SMS generalizado a muchos teléfonos móviles australianos que generó algunas quejas sobre cómo se obtuvieron los números de las personas; sin embargo, la campaña informó que los números se generaron mediante tecnología de marcación aleatoria utilizada anteriormente en las elecciones.
Los siguientes anuncios más destacados de la campaña del "No" se concentraron principalmente en la noción de teoría de género en el plan de estudios escolares; uno de ellos se centró en el libro The Gender Fairy y presentó a dos de las madres del anuncio original. El otro anuncio incluía imágenes de archivo de uno de los fundadores del programa Escuelas Seguras e incluía material que supuestamente había estado disponible para ser visto por estudiantes de séptimo año y que posteriormente fue considerado inapropiado para su visualización sin restricciones por el Código de Práctica de la Televisión Comercial de Australia. A mediados de septiembre, el destacado defensor del "No", Lyle Shelton, fue mencionado en los medios de comunicación más veces que los tres principales defensores del "Sí", Alex Greenwich, Tiernan Brady y Sally Rugg, juntos.

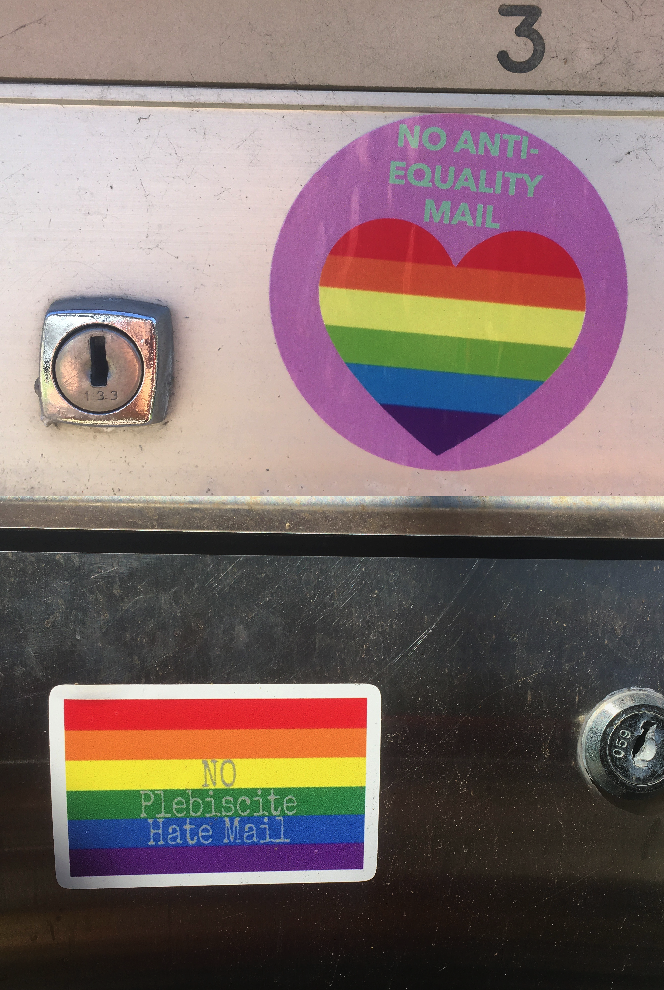
Pegatinas con el estampado de la bandera LGBT en buzones de correo pidiendo que no se envíe correo contra la igualdad o el odio. Se promocionaron calcomanías similares como una forma de mostrar apoyo al matrimonio entre personas del mismo sexo y reducir la cantidad de materiales no deseados recibidos.

La legislación vigente durante la encuesta hizo ilegal vilipendiar, intimidar, amenazar o dañar "por motivos de orientación sexual, identidad de género, condición intersexual o religión", con una multa de hasta 12 600 dólares por infracciones. Además, todo el material de la campaña debía estar debidamente autorizado. El 26 de septiembre, el grupo de servicios de marketing Ebiquity estimó que el grupo líder del "No" (Coalición por el Matrimonio) había gastado alrededor de 3 975 872 dólares en publicidad, una cifra superior a su estimación para los dos grupos líderes del "Sí" (Australian Marriage Equality y la Campaña por la Igualdad), unos 2 920 740 dólares. Durante la encuesta se realizaron dos donaciones destacadas; el director ejecutivo de Qantas, Alan Joyce, donó personalmente 1 millón de dólares a la campaña "Sí", y la Diócesis Anglicana de Sídney donó 1 millón de dólares a la campaña "No". El ex primer ministro Tony Abbott dijo en noviembre que la campaña por el "No" contaba con 20 000 donantes que donaron alrededor de 6 millones de dólares a la campaña.
En la Gran Final de la NRL de 2017, el rapero estadounidense Macklemore fue contratado para interpretar varias canciones, incluida «Same Love». La canción encabezó las listas australianas en 2013 y fue considerada como un himno para los defensores del matrimonio entre personas del mismo sexo durante la campaña en Washington, el estado natal de Macklemore. En los días previos a la gran final, el sencillo volvió a la cima de las listas australianas de iTunes. Varios políticos conservadores destacados expresaron una fuerte oposición a la presentación prevista de «Same Love», dado su apoyo de alto perfil a la campaña del "Sí" durante el período de votación de la Encuesta Postal sobre la Ley de Matrimonio de Australia. Macklemore reconoció la controversia varios días antes de la final, pero prometió "esforzarse más" como resultado.
Un estudio nacional sobre la salud mental de lesbianas, gays y bisexuales encontró que una mayor exposición a mensajes negativos y anti-LGBT en los medios durante la encuesta postal estaba relacionada con mayores niveles de depresiones, ansiedad y estrés.

### Discusión del impacto en los niños
Los derechos y el bienestar de los niños, particularmente en lo que se refiere a la paternidad entre personas del mismo sexo, se discutieron ocasionalmente públicamente a través de la encuesta. Organizaciones como la Conferencia de Obispos Católicos de Australia, la Iglesia Presbiteriana de Australia y el Consejo Nacional de Imames de Australia abogaron firmemente por las estructuras familiares nucleares durante la encuesta. Un artículo de verificación de hechos publicado en The Conversation, que se basó en una revisión de la literatura sobre los resultados para niños de crianza por padres del mismo sexo, mostró resultados iguales o mejores para los niños criados por una familia homoparental. Del mismo modo, una revisión publicada al final del período de la encuesta por el Medical Journal of Australia estuvo de acuerdo con los hallazgos de The Conversation, pero señaló que los efectos de estar expuesto al estigma y la discriminación podrían conducir a peores resultados de salud pública para los niños de familias con padres del mismo sexo.

### Salud mental y asesoramiento para los afectados
Varias organizaciones, incluida la Australian Broadcasting Corporation (ABC), pusieron a disposición de las personas LGBTIQ una serie de líneas de ayuda, servicios de asesoramiento y estrategias de salud mental. Servicios similares estaban disponibles para los funcionarios de Defensa, los ayuntamientos de Victoria y servicios de salud como Alfred Health. Los gobiernos estatales de Australia Occidental, Victoria y Queensland asignaron fondos adicionales, que oscilaban entre 60 000 y 500 000 dólares, a servicios de salud mental LGBTIQ.
Otros grupos, como Slater & Gordon, la Sociedad Australiana de Psicología y Minus 18 dieron a conocer material y mecanismos diseñados para ofrecer apoyo y alivio a los afectados por el debate, como padres de niños pequeños y adolescentes LGBTIQ que experimentaron dificultades para afrontar el debate público.
El período de la encuesta se asoció con aumentos en el número de personas LGBTIQ que solicitaron asistencia por problemas de salud mental. Reach Out Australia, que lideró la campaña a favor del matrimonio entre personas del mismo sexo por parte de cinco servicios de salud mental, informó aumentos (de diferentes niveles) del 20, 30 y 40 por ciento en el número de clientes durante el período de la encuesta y el servicio de apoyo en crisis Lifeline notó un aumento en las llamadas sobre el impacto de la encuesta. Las encuestas de salud mental realizadas durante este período mostraron que una mayor exposición a la campaña del "No" estaba relacionada con mayores niveles de depresión, ansiedad y estrés entre los australianos atraídos por personas del mismo sexo. Shorten le escribió al primer ministro, Malcolm Turnbull, sobre el aumento de la financiación de los servicios de salud mental durante la encuesta con cargo al presupuesto federal, pero no recibió respuesta.

### Vandalismo y abuso
La encuesta estuvo acompañada de una variedad de actos de vandalismo y abuso por parte de ambas partes. En septiembre, se desplegó una pancarta que decía "Quemen iglesias, no homosexuales" en una reunión de la Coalición por el Matrimonio, y en octubre varias iglesias en Victoria y Nueva Gales del Sur fueron pintadas con mensajes criticando a los votantes del "No". De manera similar, un tren de pasajeros de la red Sydney Trains fue objeto de vandalismo con mensajes que animaban a votar "No", incluidos lenguaje soez y la esvástica nazi. La ABC creó un servicio de noticias digitales diseñado para rastrear incidentes de violencia y abuso a lo largo de la encuesta, y en ocasiones se apuntó a votantes/organizaciones que votaron por el Sí y por el No.

## Resultados

### Nacional
| Opción                                      | Votos      | %      |
| ------------------------------------------- | ---------- | ------ |
| Sí                                          | 7 817 247  | 61.60  |
| No                                          | 4 873 987  | 38.40  |
| Votos válidos                               | 12 691 234 | 99.71  |
| Votos nulos y en blanco                     | 36 686     | 0.29   |
| Total de votos emitidos                     | 12 727 920 | 100.00 |
| Votantes registrados/Participación          | 16 006 180 | 79.52  |
| Fuente: Oficina Australiana de Estadística. |            |        |

### Por estado y territorio
El Territorio de la Capital Australiana registró el voto "Sí" más fuerte con un 74%, mientras que Nueva Gales del Sur tuvo el nivel más bajo de apoyo con un 57,8%. Todas las demás jurisdicciones obtuvieron más del 60% de apoyo, siendo Victoria el estado líder con un apoyo del 64,9%.
| Estado/Territorio                    | Sí        | Sí   | No        | No   | Nulos  | Participación (%) |
| Estado/Territorio                    | Votos     | %    | Votos     | %    | Nulos  | Participación (%) |
| ------------------------------------ | --------- | ---- | --------- | ---- | ------ | ----------------- |
| Nueva Gales del Sur                  | 2 374 362 | 57.8 | 1 736 838 | 42.2 | 11 036 | 79.5              |
| Victoria                             | 2 145 629 | 64.9 | 1 161 098 | 35.1 | 11 028 | 81.7              |
| Queensland                           | 1 487 060 | 60.7 | 961 015   | 39.3 | 7088   | 77.9              |
| Australia Occidental                 | 801 575   | 63.7 | 455 924   | 36.3 | 3188   | 78.4              |
| Australia Meridional                 | 592 528   | 62.5 | 356 247   | 37.5 | 2778   | 79.7              |
| Tasmania                             | 191 948   | 63.6 | 109 655   | 36.4 | 805    | 79.7              |
| Territorio de la Capital Australiana | 175 459   | 74.0 | 61 520    | 26.0 | 534    | 82.5              |
| Territorio del Norte                 | 48 686    | 60.6 | 31 690    | 39.4 | 229    | 58.4              |
| Total nacional                       | 7 817 247 | 61.6 | 4 873 987 | 38.4 | 36 686 | 79.5              |

### Factores demográficos
La mayoría de los participantes en la encuesta dieron respuestas afirmativas en 133 distritos electorales. Los 17 distritos con respuestas mayoritariamente negativas se encontraban predominantemente en el oeste de Sídney (12 distritos), así como en la zona rural de Queensland (tres distritos) y en los suburbios exteriores de Melbourne (dos distritos). Desafiando una tendencia nacional, en Nueva Gales del Sur los participantes del país tenían más probabilidades de votar "Sí" que sus homólogos de la ciudad.
La mayoría de los electores se inclinaron fuertemente a favor o en contra del matrimonio entre personas del mismo sexo. Sólo hubo 25 distritos en los que el resultado estuvo entre el 45 y el 55 por ciento. Por el contrario, 41 distritos en las elecciones federales australianas de 2016 obtuvieron resultados de preferencia de dos partidos dentro del mismo grado de margen (±5 por ciento). En las elecciones de 2013, 49 distritos estaban aproximadamente igualados.
La fuerte concentración de respuestas negativas en el oeste multicultural y de clase trabajadora de Sídney llevó a especulaciones sobre los factores económicos y demográficos subyacentes que condujeron al resultado. The Guardian señaló que la proporción de personas que tienen creencias religiosas en un distrito era uno de los factores más fuertes, calculando una correlación de -0,8 entre religión y respondiendo afirmativamente. El Islam, seguido de los ortodoxos orientales y el catolicismo, fueron los predictores más fuertes de respuestas negativas. Las respuestas afirmativas se correlacionaron con los ingresos y la educación y, en menor medida, con el nacimiento en Australia.
Hubo un mayor porcentaje de respuestas a la encuesta de jóvenes de 18 y 19 años que de cualquier otro grupo de edad menor de 45 años, a pesar de las preocupaciones durante el período de la encuesta de que este grupo quedaría privado de sus derechos.

## Consecuencias

### Ley de Enmienda sobre el Matrimonio
Varias horas después de que se publicaran los resultados de la encuesta, el senador Dean Smith presentó el proyecto de Ley de Enmienda sobre el Matrimonio (Definición y Libertades Religiosas) de 2017 en el Senado de Australia. El proyecto de ley modificó la definición de "matrimonio" en la Ley de Matrimonio para reconocer una "unión de dos personas", lo que permitiría el matrimonio igualitario. El proyecto de ley redactado por el senador liberal James Paterson, que habría ampliado más protecciones y exenciones para las personas que se oponen al matrimonio entre personas del mismo sexo, fue abandonado, y el senador y varios parlamentarios conservadores decidieron ofrecer enmiendas al proyecto de ley presentado por Smith durante el debate parlamentario. Hubo algunos desacuerdos no resueltos entre los políticos que abogaron por el "No" sobre si se deberían agregar más protecciones religiosas al proyecto de ley de Smith como enmienda en este momento o si se debería considerar un proyecto de ley posterior para este propósito.
El proyecto de ley fue aprobado por el Senado por 43 votos contra 12 el 29 de noviembre de 2017, sin que se aceptara ninguna de las enmiendas que proporcionaban mayores protecciones y exenciones. El diputado abiertamente gay y defensor del matrimonio entre personas del mismo sexo, Tim Wilson, le propuso matrimonio en el Parlamento a su pareja, Ryan Bolger, que estaba en la tribuna pública. Bolger aceptó la propuesta de Wilson. Fue el primer compromiso conocido en la Cámara de Representantes. El proyecto de ley fue aprobado por la Cámara sin enmiendas el 7 de diciembre de 2017. Recibió la aprobación real el 8 de diciembre de 2017 y entró en vigor al día siguiente. Los matrimonios entre personas del mismo sexo existentes celebrados fuera de Australia se reconocieron a partir del 9 de diciembre, mientras que los nuevos matrimonios requirieron un aviso con un mes de antelación, por lo que comenzaron a partir del 9 de enero de 2018. Varias parejas solicitaron con éxito una exención del período de aviso, y se celebró la primera boda legal entre personas del mismo sexo bajo la ley australiana el 15 de diciembre de 2017, y al día siguiente se celebraron más bodas.

#### Representación democrática
La encuesta reveló diferencias entre las opiniones de algunos parlamentarios y la mayoría de sus electores sobre esta cuestión. Varios parlamentarios laboristas de los electorados del oeste de Sídney volvieron a comprometerse a votar a favor de la legislación sobre el matrimonio entre personas del mismo sexo, a pesar de la mayoría de votos "No" entre sus electores. El senador laborista Sam Dastyari reconoció este problema y señaló que había una "enorme desconexión" de opiniones sobre el matrimonio entre personas del mismo sexo dentro de los escaños tradicionalmente ocupados por los laboristas en el oeste de Sídney. De manera similar, varios diputados y senadores liberales dijeron que votarían "No" independientemente del resultado en su electorado o estado.

### Reacciones
Alex Greenwich, de la campaña del "Sí", afirmó que los resultados de la encuesta representaban un nivel de "apoyo e impulso sin precedentes [que] ha superado las expectativas, no sólo de esta campaña, sino de cualquier campaña de nuestra historia". El portavoz de la campaña del "No" y de la Coalición por el Matrimonio, Lyle Shelton, afirmó que se trataba de un resultado decepcionante, pero aceptó y respetó el veredicto del pueblo. Tony Abbott afirmó que el Parlamento debería "respetar el resultado".
Inmediatamente después de que se publicaran los resultados de la encuesta, el primer ministro Malcolm Turnbull calificó el resultado de "abrumador" y volvió a comprometerse a aprobar una legislación sobre el matrimonio entre personas del mismo sexo en el Parlamento antes de Navidad. El líder de la oposición, Bill Shorten, compartió ese compromiso y pidió a los parlamentarios conservadores del gobierno que respeten la voluntad del pueblo y no intenten ninguna táctica dilatoria en el parlamento. El anuncio del veredicto fue visto y celebrado por decenas de miles de partidarios del "Sí" en las capitales. En Melbourne, varios miles de personas se reunieron frente a la Biblioteca Estatal de Victoria para ver los resultados antes de que comenzaran las celebraciones en Lygon Street de Melbourne esa noche. El enorme voto por el "Sí" en Victoria llevó al primer ministro del estado, Daniel Andrews, a etiquetar el resultado como un reflejo de la reputación de Victoria como "el estado más progresista" de la nación. Una gran multitud también acudió al Prince Alfred Park en Sídney para el anuncio, entre los que se encontraban figuras de alto perfil como Magda Szubanski e Ian Thorpe. Reflexionando sobre la atmósfera en Sídney, el periódico local The Sydney Morning Herald afirmó que los resultados reflejaban "un hito trascendental en materia de derechos civiles" para Australia. También se reunieron multitudes más pequeñas en varios lugares de Canberra, Adelaida y Perth para celebrar el resultado. En Canberra (capital del Territorio de la Capital Australiana, la jurisdicción con mayor número de votos a favor del "Sí" en el país), los resultados se celebraron festivamente hasta bien entrada la noche, mientras miles de personas forzaban el cierre de la calle Lonsdale de la ciudad. La aparición de la senadora del Partido Laborista Penny Wong en el escenario del evento "provocó un estruendoso aplauso de una multitud de miles".
Los resultados fueron bien recibidos por muchos representantes de la comunidad empresarial de Australia. Entre los más destacados se encontraba el director ejecutivo de Qantas, Alan Joyce, quien lo calificó como "un resultado sorprendente y todos deberíamos estar muy orgullosos de este increíble país", una observación compartida por los líderes de las entidades corporativas Telstra y ANZ. Las empresas relacionadas con la industria de las bodas, como floristas, panaderos y otras, estaban preparadas para cosechar los beneficios de lo que algunos proyectaron que sería un impulso multimillonario para la industria durante los siguientes 12 meses. La cobertura en las redes sociales del anuncio de los resultados fue tan inmensa que, con más de 4000 tuits enviados cada segundo durante el pico del día, la tendencia de los resultados de la encuesta fue más de 10 veces más popular que la Copa de Melbourne, uno de los eventos más populares de Australia.
Para celebrar el voto "Sí", un artista visual radicado en Sídney pintó un gran "mural alegre" en la pared del Botany View Hotel en Newtown, que representa a Tony Abbott con la mano en los pantalones del cardenal George Pell. Posteriormente, el mural fue desfigurado y pintado con pintura negra. El artista visual dijo que planeaba dejar el mural desfigurado como estaba, afirmando que "cuando se hace arte público, la reacción es importante, la reacción es necesaria".
El arzobispo Denis Hart de la Arquidiócesis Católica Romana de Melbourne emitió una declaración en nombre de la Conferencia de Obispos Católicos de Australia, diciendo que los resultados no cambiaron la comprensión de la iglesia sobre el matrimonio y señalando que se deberían reconocer sus preocupaciones a los 4,8 millones de australianos que votaron "No", "estableciendo fuertes protecciones de la conciencia y la libertad religiosa". Estos sentimientos fueron compartidos por los líderes de la Iglesia Anglicana de Australia. Reflexionando sobre el voto "No" muy concentrado y destacado en los electorados del oeste de Sídney, Keysar Trad, expresidente de la Federación Australiana de Consejos Islámicos, lo calificó de "alentador" y elogió el papel de los líderes religiosos tanto en las comunidades musulmana como cristiana en la región. Se ha observado que nacer en el extranjero se correlaciona con una respuesta "No" y que las creencias religiosas se correlacionan aún más fuertemente. Los progresistas sociales recibieron críticas por supuestamente ignorar el voto "No" entre las comunidades islámicas, aunque un blog del Guardian argumentó que la religión estaba relacionada con el voto "No".
Los líderes mundiales que felicitaron a Australia por el resultado incluyeron a Nicola Sturgeon (ministra principal de Escocia), Justin Trudeau (primer ministro de Canadá) y Theresa May (primera ministea del Reino Unido).
La encuesta recaudó más de 40 millones de dólares por debajo de su presupuesto proyectado de 122 millones de dólares. El líder de los Verdes, Richard Di Natale, escribió al primer ministro solicitando que algunos de los fondos no utilizados se redirijan a servicios de salud mental y otros servicios de apoyo para los australianos LGBT afectados por la campaña. La encuesta generó 26,3 millones de dólares en ingresos para Australia Post.

### Impacto en la salud mental
Un estudio de la Universidad de Sídney de 2019 encontró que el debate sobre el matrimonio entre personas del mismo sexo provocó un aumento de la angustia psicológica en las personas lesbianas, gays y bisexuales durante el período de la encuesta, incluidos mayores niveles de depresión, ansiedad y estrés. La investigación también encontró que los australianos atraídos por personas del mismo sexo se beneficiaron de las muestras públicas de apoyo de familiares y amigos, lo que aumentó su resiliencia durante el proceso. Otro estudio de 2019 realizado para el Instituto de Australia encontró de manera similar que "el debate sobre el matrimonio igualitario representó un evento de estrés externo agudo de las minorías que tuvo impactos negativos mensurables en la salud mental de las personas LGBTIQ y sus aliados".